# Sindor
Sindor (en rus: Синдор) és un poble (un possiólok) de la República de Komi, a Rússia, segons el cens del 2021 tenia 2.111 habitants.